# ادموند یونان‌پور
ادموند یونان‌پور (انگلیسی: Edmond Yunanpour؛ زاده ۲۷ مارس ۱۹۶۳) یک بازیکن سابق و مربی فوتبال اهل ایران است.